# Sites mégalithiques de Loir-et-Cher
Les sites mégalithiques de Loir-et-Cher n'ont fait l'objet d'un recensement exhaustif qu'à la fin du XIXe siècle. Ils sont concentrés dans le nord et le centre du département mais près de la moitié d'entre eux furent détruits au cours du XXe siècle. Le matériel archéologique découvert lors des fouilles est assez pauvre. Le folklore associé à ces constructions est peu original.

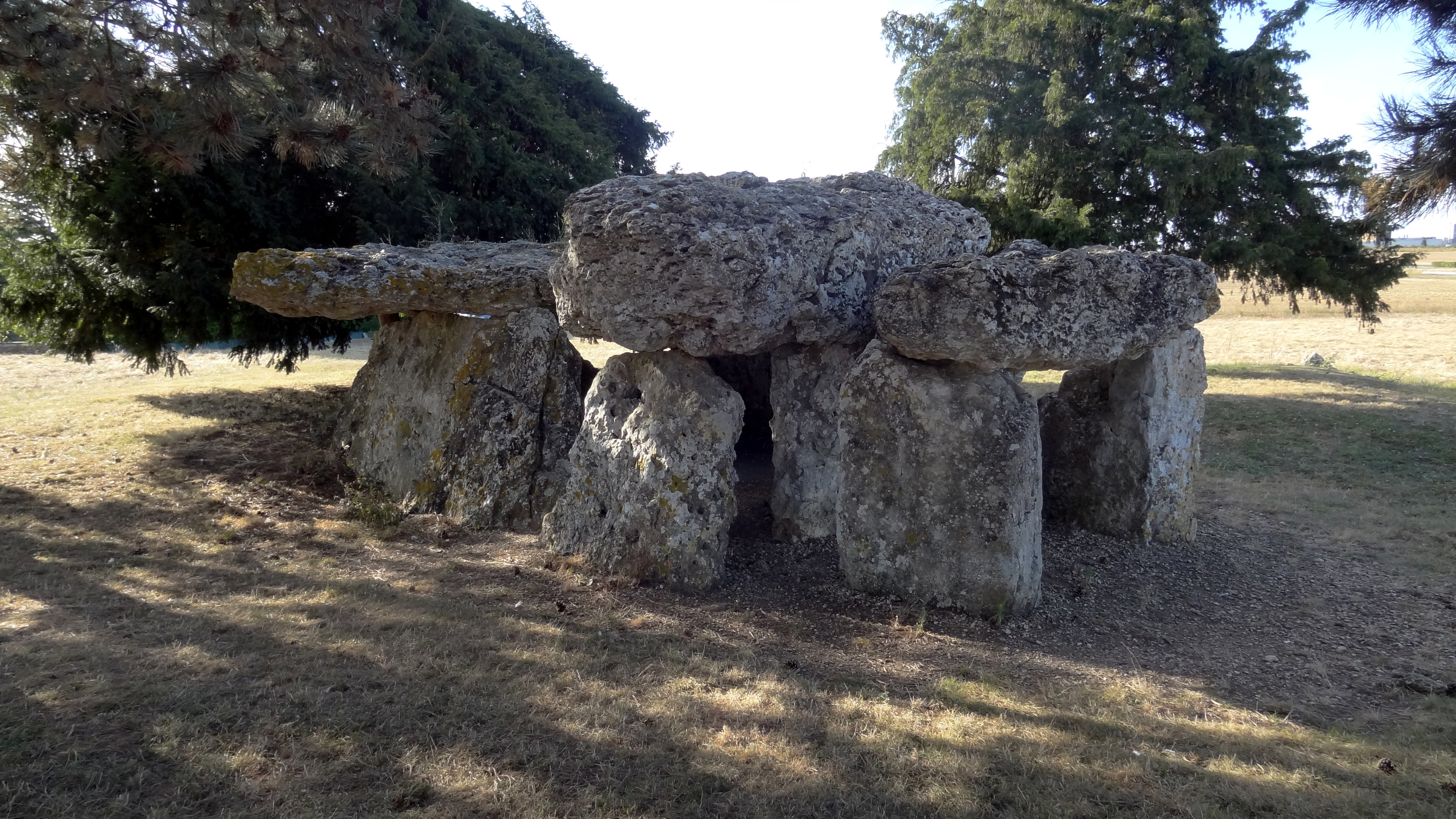
Dolmen de la Pierre Levée (La Chapelle-Vendômoise)

## Historique
Les relations à propos des mégalithes du Loir-et-Cher sont assez récentes. Jusqu'au dernier quart du XIXe siècle, seule la Pierre Levée de La Chapelle-Vendômoise bénéficie d'une certaine notoriété. C'est l'un des trois mégalithes figurant sur la carte de Cassini avec la Pierre du Breuil à Sargé-sur-Braye et la Pierre Blanche de Pontlevoy. Dans son Histoire archéologique du Vendômois, publiée en 1899, Jules de Pétigny associe les monuments mégalithiques du département à des vestiges des autels druidiques où l'on pratiquait des sacrifices humains.
Avec la création, en 1862, de la Société archéologique du Vendômois et celle, en 1882, de la Société d'Histoire Naturelle du Loir-et-Cher, les prospections se développent. Gervais Launay entreprend un recensement systématique des monuments du Vendômois et publie en 1889 un Répertoire archéologique de l'Arrondissement de Vendôme, contenant des plans et dessins très fidèles, qui constituent parfois aujourd'hui l'unique témoignage d'édifices disparus. Launay poursuivra ses travaux jusqu'à la fin du XIXe siècle. En 1884, de Boisvillette publie ses Statistiques archéologiques d'Eure-et-Loir où il s'intéresse au département voisin du Loir-et-Cher et souligne la concentration mégalithique autour de Tripleville. En 1869, le marquis de Rochambeau publie une relation de sa fouille du dolmen de Vaugouffard. Jusqu'au début du XXe siècle, les fouilles préludent à la destruction du monument fouillé et elles sont menées le plus souvent par le propriétaire du terrain concerné sans préoccupation scientifique. 
Entre 1860 et 1914, 108 nouveaux monuments sont recensés. En 1917, J. de Saint-Venant publie un Inventaire raisonné des polissoirs néolithiques de Loir-et-Cher. Entre 1907 et 1930, E. C. Fleurance publie plusieurs articles consacrés à l'archéologie du département. Bien que Fleurance commet l'erreur d'attribuer tous les monuments mégalithiques aux Gaulois et demeure imprécis sur certaines localisations, son ouvrage, l'Archéologie préhistorique, protohistorique et gallo-romaine en Loir-et-Cher publié en 1923, constitue le premier inventaire très complet en la matière.
Dans les années 1920, G. Barrier entreprend plusieurs fouilles méthodiques des monuments de la vallée de la Brisse : dolmen des Petits Marais de Pouline, menhir de Chanteloup, sépulture des Petits Marais de Pouline et de Pouline, dolmen des Tatonneries, dolmen de Cornevache.
| \| Blois Romorantin-Lanthenay Vendôme Forcalquier \| Répartition géographique des sites. · : dolmen - : menhir - : autre site mégalithique |
| Blois Romorantin-Lanthenay Vendôme Forcalquier                                                                                             |

## Répartition géographique
La répartition géographique des mégalithes dans le département est très contrastée. Le nord et le centre du territoire concentre les deux tiers des édifices connus. Les sites de Landes-le-Gaulois, Tripleville et Villerable constituent même de véritables nécropoles où les sépultures ont été édifiées dans un rayon de cent à trois cents mètres. Là où les calcaires de Beauce et les poudingues affleurent, l'érection des mégalithes fut facilitée (17 dolmens et 12 menhirs sont en poudingue), les matériaux ayant pratiquement toujours été pris sur place. A contrario, la Sologne ne dispose d'aucun monument mégalithique, cette absence s'expliquant sans doute par son caractère marécageux et boisé et un sous-sol n'offrant pas de matériaux propres à la construction.
La concentration des mégalithes autour des principaux cours d'eau doit être soulignée : vallées du Loir, de la Cisse, de l'Aigre et dans une moindre mesure du Cher. Topographiquement, les mégalithes s'étagent autant en fond de vallée, en rebord de vallon ou en haut de pente. Dans la vallée de la Cisse, les huit édifices mégalithiques sont tous situés à environ 110 m d'altitude. Sur les quarante-et-un monuments recensés à la fin du XXe siècle, la moitié comportait une source dans un rayon de 100 à 200 mètres.

## Typologie

### Dolmens
Dans leur inventaire daté du début des années 1970, Jackie Despriée et Claude Leymarios recensent 11 sépultures sous dalle, 7 dolmens  de type angevin A et B (à chambre carrée ou rectangulaire), 6 dolmens rectangulaires, 2 dolmens polygonaux, 1 probable dolmen en « P », 2 dolmens circulaires (dolmen de la Pie, dolmen de Bourges), 1 dolmen mixte (dolmen du Val d'Avril), 1 édifice atypique (dolmen de la Pommeraie) et 3 monuments incomplets. Certains ont conservé leur tumulus, ils sont généralement de forme ovalaire et mesurent de 9 m à 11 m de long sur 6 m à 8 m de large, mais l'énorme tumulus du dolmen de la Periche aurait mesuré 34 m de diamètre et 4 m de hauteur. Les entrées des dolmens sont orientées au nord-nord-est et au sud-sud-est, les six dolmens angevins à portique ouvrant quant à eux au plein est (azimut compris entre 80 et 90°), excepté le dolmen de la Pierre de Minuit qui ouvre plein ouest.
Aucun monument ne comporte de gravure, mais les matériaux employés (calcaire de Beauce, poudingue) ne s'y prêtent guère. La plupart des monuments ont été fouillés clandestinement de longue date et le mobilier archéologique conservé est rare, à l'exception de celui découvert lors des fouilles du dolmen des Marais de Pouline.

### Menhirs
Dans leur inventaire de 1970, Despriée et Leymarios ont recensé 43 menhirs certains (dont 18 étaient déjà disparus). Leur répartition géographique est plus régulière que celle des dolmens et comme pour les dolmens ils ont été indifféremment érigés en plaine fluviale, à flanc de vallée, en haut de pente ou sur des plateaux. Leur azimut s'étale entre 7° et 90°. Leur hauteur ne dépasse pas 2 m la plupart du temps, la Drue à Gargantua étant une exception. Les anciens auteurs ont signalé une dizaine de cromlechs mais seuls deux sites ne sont pas douteux (à Pouillé et à Thésée). On ne connaît aucun alignement mégalithique pour le département.

### Polissoirs
Environ 26 polissoirs fixes ont été recensés. Ils sont généralement concentrés sur un territoire restreint par groupe de 2 à 4. Douze d'entre-eux sont dispersés dans la vallée de la Brisse. Tous les polissoirs du département sont constitués avec des blocs de grès ou de poudingue. Lorsque des fouilles ont été effectuées autour des polissoirs, elles ont démontré que les blocs supports étaient en position naturelle.

## Folklore
Le folklore associé aux mégalithes du département est assez pauvre et particulièrement monotone. La rotation des pierres tournantes s'opèrent toujours à minuit, la nuit de Noël. Quelques mégalithes cachent des trésors, un seul dispense des guérisons (les Cinq Pierres à Suèvres). Ces constructions résultent surtout des facéties de Gargantua. Les monuments attribués aux fées et au Diable sont moins fréquents et cette association semble plus récente, souvent lié à un contexte de christianisation.

## Inventaire
Dans leur inventaire daté du début des années 1970, Jackie Despriée et Claude Leymarios recensent 42 dolmens, 25 menhirs et 22 polissoirs fixes. En moins d'un siècle, près de 50% des dolmens et menhirs ont été détruits. Leur concentration dans certaines zones de culture intensive (Petite Beauce notamment) ne facilite pas leur protection.
| Nom usuel                                   | Commune                            | Remarque                                                                               | Protection | Coordonnées                                                        | Illustration                              |
| ------------------------------------------- | ---------------------------------- | -------------------------------------------------------------------------------------- | --- | ------------------------------------------------------------------ | ----------------------------------------- |
| Menhir de la Grosse Haie                    | Areines                            |                                                                                        | disparu |                                                                    |                                           |
| Menhir d'Huchigny                           | Areines                            | autre nom La Grosse Pierre                                                             | Classé MH (1909)                                                                                                 | 47° 47′ 14″ N, 1° 06′ 21″ E                                        |                                           |
| Menhir du Bois des Folies                   | Authon                             | autre nom Menhir des Gâts                                                              | brisé en trois morceaux                                                                                          |                                                                    |                                           |
| Dolmen du Bois du Petit Vitain              | Averdon                            |                                                                                        | | 47° 40′ 01″ N, 1° 17′ 18″ E                                        | Dolmen du bois du petit Vitain            |
| Menhir de la Grande Pierre                  | Averdon                            |                                                                                        | Classé MH (1979)                                                                                                 | 47° 40′ 20″ N, 1° 19′ 23″ E                                        | Menhir de la Grande Pierre                |
| Menhir du Bois du Petit Vitain              | Averdon                            |                                                                                        | |                                                                    |                                           |
| Nécropole de la Grande-Mesle                | Averdon                            |                                                                                        | Classé MH (1975)                                                                                                 | 47° 39′ 39″ N, 1° 17′ 30″ E                                        | Nécropole de la Grande-Mesle              |
| Dolmens du Theil                            | Billy                              | 2 dolmens                                                                              | disparus |                                                                    |                                           |
| Dolmen de la Vache                          | Binas                              | autre nom Dolmen de Chantôme                                                           | disparu |                                                                    |                                           |
| Dolmen des Grosses-Pierres                  | Brévainville                       | autre nom Dolmen du Breuil                                                             | Classé MH (1889)                                                                                                 | 47° 56′ 46″ N, 1° 13′ 00″ E                                        | Dolmen des Grosses-Pierres                |
| Pierre Levée                                | La Chapelle-Enchérie               | menhir renversé                                                                        | |                                                                    |                                           |
| Polissoir du Bois de Rochambeau             | La Chapelle-Enchérie               |                                                                                        | |                                                                    |                                           |
| Pierre Maille                               | La Chapelle-Saint-Martin-en-Plaine | menhir autre nom Pierre Magne                                                          | | 47° 42′ 41″ N, 1° 25′ 34″ E                                        |                                           |
| Dolmen de la Pierre Levée                   | La Chapelle-Vendômoise             | autres noms Dolmen de la Pierre Relevée, La Table du Diable, La Caillotte de Gargantua | Classé MH (1889)                                                                                                 | 47° 39′ 40″ N, 1° 15′ 29″ E                                        | Dolmen de la Pierre Levée                 |
| Dolmen du Château de Cheverny               | Cheverny                           | dolmen réédifié                                                                        | |                                                                    |                                           |
| Polissoirs du Champ Denys et du Champ Robin | Chissay-en-Touraine                | 3 polissoirs                                                                           | | 47° 20′ 44″ N, 1° 08′ 30″ E                                        |                                           |
| Pierre Cochée                               | Droué                              | polissoir                                                                              | Classé MH (1889)                                                                                                 | 48° 02′ 02″ N, 1° 05′ 30″ E                                        | Pierre Cochée                             |
| Dolmen de Brûlé                             | Fossé                              | autres noms Dolmen de Toucheron, Dolmen du Val de la Cisse                             | disparu |                                                                    |                                           |
| Menhir, dolmen et polissoirs des Fourneaux  | Fougères-sur-Bièvre                |                                                                                        | disparus |                                                                    |                                           |
| Dolmen de Courcelles                        | Fréteval                           |                                                                                        | | 47° 53′ 17″ N, 1° 11′ 03″ E                                        |                                           |
| Dolmen des Louettes                         | Fréteval                           | autres noms Dolmen de Bellesort, Dolmen de la Fontaine                                 | Classé MH (1979)                                                                                                 | 47° 53′ 15″ N, 1° 10′ 46″ E                                        |                                           |
| Menhir de St-Lubin                          | Fréteval                           |                                                                                        | |                                                                    |                                           |
| Dolmen de la Rechignerie                    | Le Gault                           |                                                                                        | disparu |                                                                    |                                           |
| Dolmen de Barbigault                        | Huisseau-en-Beauce                 |                                                                                        | disparu |                                                                    |                                           |
| Dolmen des Gâts-Fleuris                     | Huisseau-en-Beauce                 | autre nom Dolmen des Perrons                                                           | Classé MH (1889)                                                                                                 | 47° 43′ 34″ N, 1° 00′ 32″ E                                        | Dolmen des Gats fleuris                   |
| Dolmen et polissoir de Haute Bretagne       | Huisseau-en-Beauce                 | autres noms des Hauts de Bretagne, de Grande-Bretagne                                  | Classé MH (1889) · Classé MH (1889)                                                                              | 47° 44′ 00″ N, 1° 01′ 15″ E                                        | Dolmen des Hauts de Bretagne              |
| Menhir des Gâts-Fleuris                     | Huisseau-en-Beauce                 |                                                                                        | Classé MH (1889)                                                                                                 | disparu                                                            |                                           |
| Polissoirs du Poirier aux Taures            | Huisseau-en-Beauce                 | 3 polissoirs                                                                           | | déplacés près de la ferme de la Touche 47° 43′ 55″ N, 1° 00′ 18″ E | Polissoir de la Touche                    |
| Sépulture sous dalle de Martigny            | Huisseau-en-Beauce                 |                                                                                        | | disparu                                                            |                                           |
| Menhir des Grotteaux                        | Huisseau-sur-Cosson                |                                                                                        | |                                                                    |                                           |
| Dolmen de Bourges                           | Landes-le-Gaulois                  | autre nom Grotte aux Fées                                                              | |                                                                    |                                           |
| Dolmen de la Pie                            | Landes-le-Gaulois                  | autre nom Dolmen du Moulin de Chollet                                                  | | 47° 39′ 36″ N, 1° 11′ 23″ E                                        |                                           |
| Menhir de Moulins                           | Landes-le-Gaulois                  |                                                                                        | | 47° 39′ 35″ N, 1° 12′ 22″ E                                        | Menhir de Moulins                         |
| Pierre Levée de la Garenne                  | Landes-le-Gaulois                  | autres noms Pierre Levée de la Carrière, Pierre Levée de la Chapelle Vendômoise        | réédifié | 47° 39′ 28″ N, 1° 11′ 27″ E                                        | Pierre Levée de la Garenne                |
| Pierre Levée de la Glandée                  | Landes-le-Gaulois                  | autres noms Pierre levée de la Carrière, Pierre Levée de la route de Lancôme           | |                                                                    |                                           |
| Dolmen de la Perriche                       | Lunay                              |                                                                                        | ruiné |                                                                    |                                           |
| Dolmen de la Pierre Levée                   | Maves                              |                                                                                        | disparu |                                                                    |                                           |
| Dolmen de la Pierre Percée                  | Maves                              |                                                                                        | disparu |                                                                    |                                           |
| Pierres de Gargantua                        | Membrolles                         | 2 dolmens                                                                              | | 47° 57′ 26″ N, 1° 29′ 27″ E                                        | Pierres de Gargantua                      |
| Menhir du Pré Barré                         | Mondoubleau                        | autre nom Menhir de Grosses Pierres                                                    | |                                                                    |                                           |
| Polissoirs de la Crémaillère                | Monthou-sur-Cher                   | autre nom Polissoir de la Pyramide                                                     | | 47° 21′ 18″ N, 1° 17′ 43″ E                                        | Polissoirs de la Crémaillère              |
| Menhir de la Haute Borne                    | Montrichard                        |                                                                                        | disparu |                                                                    |                                           |
| Dolmen des Pierres-aux-Fées                 | Morée                              | autre nom Dolmen de Villeprovert                                                       | ruiné |                                                                    |                                           |
| Polissoirs de Mondétour                     | Naveil                             | 2 polissoirs                                                                           | Classé MH (1978)                                                                                                 | 47° 46′ 33″ N, 1° 01′ 21″ E                                        | Polissoirs de Mondétour                   |
| Dolmen des Tatonneries                      | Nourray                            | autre nom Dolmen du Plateau de la Petite Beauce                                        | Classé MH (1889)                                                                                                 | 47° 43′ 29″ N, 1° 02′ 25″ E                                        | Dolmen des Tatonneries                    |
| Polissoir du Petit Fontenail                | Nourray                            |                                                                                        | Classé MH (1889)                                                                                                 | 47° 43′ 02″ N, 1° 03′ 32″ E                                        | Polissoir du Petit Fontenail              |
| Pierre Fritte                               | Noyers-sur-Cher                    | menhir autres noms Pierre Fiche, Pierre de Grandmont                                   | Classé MH (1889)                                                                                                 | 47° 17′ 33″ N, 1° 25′ 13″ E                                        |                                           |
| Dolmen de l'Hêtre Biard                     | Oigny                              | autres noms Dolmen de l'Aître-Biard, Dolmen de l'Etre-Biard                            | disparu |                                                                    |                                           |
| Dolmen du Boulay                            | Oigny                              |                                                                                        | disparu |                                                                    |                                           |
| Menhir de la Borne Blanche                  | Onzain                             |                                                                                        | disparu |                                                                    |                                           |
| Dolmen d'Aupuy                              | Ouzouer-le-Marché                  |                                                                                        | disparu |                                                                    |                                           |
| Pierre Daillot                              | Ouzouer-le-Marché                  | dolmen autres noms Pierre Daillault, Pierre d'Aillaux, Pierre Caillot, Pierre Gaillot  | | 47° 54′ 03″ N, 1° 33′ 27″ E                                        | Dolmen la Pierre Daillot                  |
| Pierre Platarde                             | Ouzouer-le-Marché                  | dolmen autre nom Pierre Plotard                                                        | disparu |                                                                    |                                           |
| Polissoir du Bois du Coudray                | Périgny                            |                                                                                        | |                                                                    |                                           |
| Menhir du Champ de la Foire                 | Pierrefitte-sur-Sauldre            |                                                                                        | ruiné |                                                                    |                                           |
| Dolmen de la Pierre de Minuit               | Pontlevoy                          |                                                                                        | ruiné | 47° 22′ 39″ N, 1° 16′ 07″ E                                        |                                           |
| Pierre Blanche                              | Pontlevoy                          | menhir autre nom Borne Blanche                                                         | disparu |                                                                    |                                           |
| Pierre Fitte                                | Pouillé                            | menhir et cromlech                                                                     | disparus |                                                                    |                                           |
| Dolmen de la Rousselière                    | Prénouvellon                       | dolmen                                                                                 | Classé MH (1979)                                                                                                 | 47° 57′ 51″ N, 1° 29′ 57″ E                                        | Dolmen de la Rousselière dans son tumulus |
| Dolmen de la Taulière                       | Ruan-sur-Egvonne                   | autre nom Dolmen de Pontblossier                                                       | | 48° 01′ 03″ N, 1° 07′ 50″ E                                        | Dolmen de la Tauliere                     |
| Dolmen de la Fontaine                       | Saint-Bohaire                      |                                                                                        | | 47° 38′ 37″ N, 1° 13′ 22″ E                                        |                                           |
| Dolmen de l'Audronnière                     | Saint-Georges-sur-Cher             |                                                                                        | disparu |                                                                    |                                           |
| Dolmen du Gros Caillou                      | Saint-Georges-sur-Cher             |                                                                                        | disparu |                                                                    |                                           |
| Dolmen de la Couture                        | Saint-Hilaire-la-Gravelle          |                                                                                        | Classé MH (1965)                                                                                                 | 47° 56′ 06″ N, 1° 12′ 29″ E                                        | Dolmen de la Couture                      |
| Dolmen des Terres Noires                    | Saint-Hilaire-la-Gravelle          |                                                                                        | ruiné |                                                                    |                                           |
| Dolmen du Langault                          | Saint-Hilaire-la-Gravelle          |                                                                                        | ruiné |                                                                    |                                           |
| Dolmen de la Pommeraie                      | Saint-Martin-des-Bois              | autre nom Dolmen de la Petite Pommeraie                                                | |                                                                    |                                           |
| Dolmen de Saint-Georges                     | Saint-Martin-des-Bois              |                                                                                        | |                                                                    |                                           |
| Menhir de Nioche                            | Saint-Ouen                         |                                                                                        | disparu |                                                                    |                                           |
| Menhir de Pierrefitte                       | Saint-Ouen                         |                                                                                        | disparu |                                                                    |                                           |
| Dolmen d'Envernois                          | Saint-Rimay                        |                                                                                        | disparu |                                                                    |                                           |
| Pierre du Breuil                            | Sargé-sur-Braye                    | probable dolmen                                                                        | disparu |                                                                    |                                           |
| Menhir de Coullieu                          | Savigny-sur-Braye                  | renversé                                                                               | | 47° 53′ 30″ N, 0° 46′ 53″ E                                        | Menhir de Coullieu                        |
| Dolmen de Saint-Eusice                      | Selles-sur-Cher                    |                                                                                        | disparu |                                                                    |                                           |
| Menhir de Saint-Eusice                      | Selles-sur-Cher                    |                                                                                        | remploi comme appui d'un mur de la chapelle du prieuré Saint-Eusice (bâtiment inscrit MH, réemployé comme ferme) | 47° 15′ 45″ N, 1° 33′ 54″ E                                        |                                           |
| Menhir de Saugirard                         | Selles-sur-Cher                    |                                                                                        | disparu |                                                                    |                                           |
| Dolmen de Cornevache                        | Selommes                           |                                                                                        | Classé MH (1980)                                                                                                 | 47° 45′ 37″ N, 1° 10′ 29″ E                                        | Dolmen de Cornevache                      |
| Cinq Pierres                                | Suèvres                            | autre nom Pierre Tournante                                                             | disparu |                                                                    |                                           |
| Dolmen de la Sixtre                         | Talcy                              | autre nom Dolmen de la Pierre Percée                                                   | détruit |                                                                    |                                           |
| Dolmen du Rû                                | Thésée                             | autre nom Quatre Pierres                                                               | disparu |                                                                    |                                           |
| Sept Pierres                                | Thésée                             | mégalithe incertain                                                                    | disparu |                                                                    |                                           |
| Dolmen de Vaugouffard                       | Thoré-la-Rochette                  | autre nom La Pierre Brau                                                               | ruiné | 47° 45′ 58″ N, 0° 59′ 14″ E                                        | Dolmen de Vaugouffard                     |
| Menhir de la Bânerie                        | Thoré-la-Rochette                  | autre nom Pierre Levée                                                                 | |                                                                    |                                           |
| Pierre de Gloria                            | Thoré-la-Rochette                  | menhir                                                                                 | disparu |                                                                    |                                           |
| Dolmen de la Charogne                       | Tripleville                        |                                                                                        | disparu |                                                                    |                                           |
| Dolmen de la Moissonnière                   | Tripleville                        |                                                                                        | disparu |                                                                    |                                           |
| Dolmen de la Mouise-Martin                  | Tripleville                        |                                                                                        | Inscrit MH (1979)                                                                                                | 47° 57′ 01″ N, 1° 30′ 12″ E                                        | Dolmen de la Mouise-Martin                |
| Dolmen de la Route de Binas                 | Tripleville                        |                                                                                        | disparu |                                                                    |                                           |
| Dolmen de la Source de l'Aigre              | Tripleville                        |                                                                                        | disparu |                                                                    |                                           |
| Dolmen du Bourg Neuf                        | Tripleville                        | autres noms Dolmen du Prunay ou Sépulture du Gros Perron                               | | 47° 56′ 28″ N, 1° 29′ 07″ E                                        | Dolmen du Bourg Neuf                      |
| Dolmen du Val d'Avril                       | Tripleville                        | autres noms Plat à Gargantua, Dolmen de la Fontaine Plate                              | Classé MH (1889)                                                                                                 | 47° 56′ 37″ N, 1° 28′ 49″ E                                        | Dolmen du Val d'Avril                     |
| Drue à Gargantua                            | Tripleville                        | autre nom Quille à Gargantua                                                           | Classé MH (1889)                                                                                                 | 47° 56′ 39″ N, 1° 29′ 26″ E                                        | Menhir de la Drue à Gargantua             |
| Palet de Gargantua                          | Tripleville                        | dolmen autre nom Le Crapaud                                                            | | 47° 56′ 39″ N, 1° 29′ 22″ E                                        | Palet de Gargantua                        |
| Sépultures sous dalle de la Nivardière      | Tripleville                        | autre nom Dolmens de la Nivardière                                                     | Inscrit MH (1979)                                                                                                | 47° 56′ 41″ N, 1° 29′ 21″ E                                        | Sepulture sous dalle de Gargantua         |
| Menhir de Saint-Pierre la Motte             | Vendôme                            |                                                                                        | disparu |                                                                    |                                           |
| Menhir du Temple                            | Vendôme                            | autre nom Pierre Levée                                                                 | |                                                                    |                                           |
| Polissoir du Bois-la-Barbe                  | Vendôme                            |                                                                                        | |                                                                    |                                           |
| Menhir de Bouillant                         | Villedieu-le-Château               | autre nom Pierre qui Tourne Midi                                                       | |                                                                    |                                           |
| Coffre Bahut                                | Villerable                         | menhir ; autre nom : Menhir à Pouline                                                  | | 47° 44′ 59″ N, 1° 00′ 57″ E                                        | Coffre bahut                              |
| Dolmen de Pouline                           | Villerable                         | dolmen                                                                                 | |                                                                    |                                           |
| Dolmen des Marais de Pouline                | Villerable                         | dolmen                                                                                 | disparu |                                                                    |                                           |
| Menhir de Chanteloup                        | Villerable                         | autre nom Menhir de Gratteloup                                                         | | 47° 46′ 16″ N, 1° 01′ 51″ E                                        | Menhir de Chanteloup                      |
| Menhir du Gué de la Touche                  | Villerable                         | autres noms Menhir du Marais, Petit menhir du Marais de Pouline                        | | 47° 44′ 12″ N, 1° 00′ 39″ E                                        | Menhir du gué de la Touche                |
| Menhir du Marais de Pouline                 | Villerable                         | autre nom Pierre Tournante                                                             | |                                                                    |                                           |
| Pierre aux Morts                            | Villerable                         | dolmen                                                                                 | disparu |                                                                    |                                           |
| Polissoir de la Borde                       | Villerable                         |                                                                                        | | déplacé                                                            |                                           |
| Polissoirs de Pouline                       | Villerable                         | 3 polissoirs                                                                           | |                                                                    |                                           |
| Sépulture sous dalle de la Fontaine         | Villerable                         | autre nom Sépulture sous dalle du Buisson                                              | |                                                                    |                                           |
| Sépultures sous dalle de Pouline            | Villerable                         |                                                                                        | |                                                                    |                                           |
| Dolmen de Jouy                              | Villermain                         | autre nom Trois Pierres                                                                | disparu |                                                                    |                                           |
| Dolmen de la Pierre Bouteille               | Villermain                         |                                                                                        | disparu |                                                                    |                                           |
| Dolmen de la Fontaine                       | Villiersfaux                       |                                                                                        | ruiné |                                                                    |                                           |
| Pierre Sorcière                             | Villiersfaux                       | polissoir                                                                              | | 47° 44′ 38″ N, 0° 59′ 18″ E                                        | Polissoir la Pierre Sorcière              |
| Pierres Besses                              | Vineuil                            | menhir                                                                                 | | 47° 34′ 42″ N, 1° 23′ 59″ E                                        |                                           |